# Хамлет Гонашвили
Хамлет Гонашвили (на грузински: ჰამლეტ გონაშვილი) е грузински музикант народен певец и педагог, наричан „гласът на Грузия“, изпълнител на народни песни от Картли и Кахети като солист на Националния ансамбъл за песни и танци на Грузия и ансамбъл „Рустави“. Известен с широкия си гласов диапазон и майсторска способност за пеене, съчетани със специфичен тембър.

## Биография
Гонашвили е роден на 20 юни 1928 година в село Анага, в източната част на Грузинска ССР, СССР, в семейство на учители. През 1947 година заминава за столицата Тбилиси, където следва в Педагогическия институт, като учи едновременно хорово пеене във Второ музикално училище „Закария Палиашвили“.
След като се дипломира в института, в продължение на 3 години (1950 – 1953) работи в Грузинското туристическо бюро. През 1953 година постъпва в Националния ансамбъл за песни и танци на Грузия. В същото време учи в театър „Шота Руставели“ и Държавния университет за филмово изкуство. От 1969 е солист на световноизвестния ансамбъл „Рустави“.
Умира трагично през 1985 година, след като пада от ябълково дърво в собствената си градина в родното си село.